# Deutscher Sport Club Wanne-Eickel
Deutscher Sport Club Wanne-Eickel é uma agremiação esportiva alemã, fundada em 1954, sediada em Herne, na Renânia do Norte-Vestfália.

## História
O clube foi fundado, em 1954, como TB Eickel quando deixou o Sportfreunde Wanne-Eickel, uma união de curta duração que formou com o SV Preußen 04 Wanne, em 1950. Assumiu a denominação DSC Wanne-Eickel, em 1969. 
Além de uma equipe de futebol, o clube mantém departamentos de judô, aeroplano, boliche, handebol, desportos aquáticos e de aptidão física.
Disputando a terceira divisão desde 1960, ganhou a promoção para a 2. Bundesliga Nord no final dos anos 1970 e jogou as temporadas de 1978 e 1979. O clube inclinou voluntariamente, apesar do décimo-primeiro e do décimo-terceiro lugares o deixar bem longe da zona de rebaixamento, em face de uma situação financeira cada vez mais insustentável. 
O time voltou para a terceira divisão na qual jogou até o início de 1990, antes de cair para o Verbandsliga Westfalen-Sudwest (V). O departamento de futebol se tornou independente em 2000. A partir da temporada 2003-04 atuou na camada VI, a Landesliga Westfalen-West, ganhando a promoção para a Verbandsliga Westfalen novamente em 2005.
O DSC joga no Sportpark Wanne-Süd, capacidade de 16.000, construído em 1956. A arquibancada foi adicionada no início de 1990.